# Neoemadiellus viljanenae
Neoemadiellus viljanenae är en skalbaggsart som beskrevs av Maté 2007. Neoemadiellus viljanenae ingår i släktet Neoemadiellus och familjen Aphodiidae. Inga underarter finns listade i Catalogue of Life.